# Sylvain Moukassa
Sylvain Moukassa (ur. 21 kwietnia 1973 w Brazzaville) – kongijski piłkarz grający na pozycji środkowego pomocnika. W swojej karierze rozegrał 19 meczów i strzelił 3 gole w reprezentacji Konga.

## Kariera klubowa
Swoją karierę piłkarską Moukassa rozpoczął w klubie AS Police Brazzaville, w którym zadebiutował w 1989 roku. W 1991 roku przeszedł do CSMD Diables Noirs, z którym w sezonie 1991 wywalczył mistrzostwo Konga. W 1993 roku wrócił do AS Police i występował w nim do 1997 roku. W latach 2003–2006 był zawodnikiem holenderskiego Oranje Nassau Groningen.

## Kariera reprezentacyjna
W reprezentacji Konga Moukassa zadebiutował 17 stycznia 1992 w zremisowanym 1:1 meczu Pucharu Narodów Afryki 1992 z Algierią, rozegranym w Ziguinchorze. Na tym turnieju rozegrał jeszcze jeden mecz, ćwierćfinałowy z Ghaną (1:2). Od 1992 do 2004 wystąpił w kadrze narodowej 19 razy i strzelił 3 gole.